# Birkenes

Aust-Agder megye elhelyezkedése Norvégiában

Birkenes község elhelyezkedése Aust-Agder megyében

Birkenes község (norvégül kommune) Norvégia déli Sørlandet földrajzi régiójában, Aust-Agder megyében.
Közigazgatási központja Birkeland, ahol a község lakóinak mintegy fele él, Kristiansandtól 30, Lillesandtól 13 kilométernyire.
Területe 674 km², népessége 4503 fő (2008. január 1-jén).
A község 1838-ban jött létre (lásd formannskapsdistrikt), amikor Tveit egyházközségből nem egy, hanem két községet hoztak létre, mivel a Birkenes községgé váló rész Aust-Agder megyéhez, a másik rész pedig Vest-Agder megyéhez tartozott. 1967-ben Birkenesbe olvasztották Herefossés Vegusdal községeket.
Birkenes aust-agderi szomszédai Iveland, Evje og Hornnes, Froland, Grimstad és Lillesand községek, a vest-agderiek Kristiansand és Vennesla.

## Neve
A községnek nevet adó egyházközséget Birkenes birtokról (óészakiul Birkines) nevezték el, ahol a környék első temploma épült. A szó előtagja, birki jelentése „nyírfa”, nes három oldalról víz övezte földet jelent.

## Címere
Címerét a község 1986-ban kapta. Háromlevelű nyírfaágat ábrázol.

## Gazdasága
A mezőgazdaság és a fakitermelés jelentős munkahelyfenntartó a községben, ugyanakkor jelentős munkaadó a helyi kisipar is. A legnagyobb vállalat az Owens Corning, amely 180 embert alkalmaz. Más jelentős vállalatok: Uldal Vinduer og Dører, Foss Bad, Scanflex, KOAB Industrier, and Birkeland Trykkeri.
Vasúti kapcsolata a Dramment Stavangerrel összekötő Sørlandsbanen herefossi állomása.